# جک پسوبیک
جک پسوبیک (‎//‎ pə-SOW-bik متولد ۱۹۸۵ میلادی) یک شخصیت   راست  آلترناتیو آمریکایی، فعال اینترنتی و تئوریسین توطئه و به گفته خود روزنامه‌نگار است. وی معروف به نوشتن توییت‌های جنجال‌برانگیز به نفع دونالد ترامپ در توییتر است.
پسوبیک ترویج دهنده تئوری رد شده پیتزاگیت است که ادعا می‌کرد مسوولان عالی‌رتبه جبهه دموکراتیک آمریکا در یک حلقه بچه بازی و خرید و فروش کودکان دست دارند. او همچنین به دخالت روسیه در انتخابات ریاست جمهوری ۲۰۱۶ آمریکا باور نداشته و در عوض مروج نظریه دیگری که می‌گوید است که کمیته ملی حزب دموکرات به قتل و سرپوش گذاشتن بر قتل فردی به نام ست ریچ دست داشته‌است. دیگر تئوری‌های توطئه ترویج شده توسط پسوبیک شامل تئوری توطئه نسل‌کشی سفیدپوستان که بیان می‌کند که مهاجرت از اکثر کشورهای غیر سفیدپوست، ادغام نژادی، ازدواج بین نژادهای مختلف، نرخ کم باروری و سقط جنین در کشورهای سفیدپوست به عمد تبلیغ می‌شود تا سفیدان را تبدیل به اقلیت بکند و باعث منقرض شدن نسل آنها از طریق تطبیق اجباری بشود. پسوبیک همچنین به ستایش نژادپرست شناخته شده ریچارد اسپنسر پرداخته‌است و وی را فردی «ضروری» خوانده‌است. دربارهٔ اسپنسر وی اظهار داشت که «رسانه‌ها از او سیر نمی‌شوند» اگر چه بعد با او فاصله گرفت. پسوبیک در سال ۲۰۱۷ تظاهراتی مشابه با اتحاد راست را رهبری کرده‌است.
در طول انتخابات سال ۲۰۱۶ او مدیر پروژه‌های خاص «شهروندان برای ترامپ» بود. او به مدت دو ماه در سال ۲۰۱۷ برای روزنامه راست افراطی کانادایی به نام شورشی خبرنگاری کرد. در ماه آوریل ۲۰۱۷ به او دسترسی خبرنگاری به کاخ سفید اعطا شد و توییتهای او توسط راجر استون مدیر کمپین سابق ترامپ پخش شده‌اند.
پسوبیک خود را به عنوان یک «عامل سیاسی جمهوری‌خواه» توصیف می‌کند. او نام کار خود را "واقعی نگاری—هم تحقیق، هم فعالیت و هم تفسیر", گذاشته و گفته‌است: «من مایل به شکستن دیوار چهارم هستم. من حاضرم به یک تجمع ضد ترامپ بروم و شروع به دادن شعارهای ضد کلینتون کنم تا باعث شوم چیزی جنجالی اتفاق بیفتدو سپس آن اتفاق را پوشش خبری بدهم.» ویل سمر یک ویرایشگر در سایت هیل گفت: «پسوبیک بی وقفه از خود چیز می‌سازد» و این که «هیچ‌کس در آن سطح نیست.»

## عملکرد

### فعالیت‌های سیاسی
- پسوبیک در نوامبر سال ۲۰۱۶ کمپینی برای زیر سؤال بردن تجمع کنندگان ضد ترامپ راه اندازی کرد. برای این منظور یک پلاکارد ساختگی درست کردند که رویش نوشته بودند «به ملانیا ترامپ تجاوز کنید» و آن را وارد تجمع اعتراضی ضد ترامپ کردند.
- [۱۵][۱۶][۱۷]
- در دسامبر ۲۰۱۶، پسوبیک بدون هیچ مدرکی ادعا کرد که دیسنی قسمت‌هایی از فیلم جنگ ستارگان را بازنویسی کرده تا «صحنه‌های ضد ترامپ که او را نژادپرست می‌خوانند» اضافه شود. او همگان را به بایکوت همه فیلم‌های جنگ ستارگان دعوت کرد. دیسنی این ادعا را رد کرد.[۱۸]
- پسوبیک فیلم زنده ای با موضوع تحقیق و تفحص دربارهٔ تئوری توٓطئه پیتزاگیت پخش کرد که به غلط ادعا می‌کند که افراد عالی‌رتبه در یک حلقه سو استفاده جنسی از کودکان در یک پیتزا فروشی شهر واشینگتن نقش داشته‌اند. پسوبیک شروع به پخش زنده جشن تولد یک کودک در این پیتزا فروش کرد تا هنگامی که از او خواستند تا رستوران را ترک کند.[۱۹]
- پسوبیک یکی از برگزارکنندگان جشن دیپلورابال (DeploraBall) بود که در روز ۱۹ ژانویه ۲۰۱۷ تحلیف دونالد ترامپ را جشن گرفتند.[۲۰]
- پسوبیک ایمیلها و فایل‌های لیک شده از از امانوئل مکرون را مدت کوتاهی قبل از انتخابات ریاست جمهوری فرانسه در کانال ۴چن تبلیغ کرد.
- پسوبیک به غلط ادعا کرد که جیمز کومی در تاریخ ۱۷ ماه مه ۲۰۱۷ در مقابل سنای آمریکا «تحت سوگند گفته است که ترامپ هرگز از او نخواسته که تحقیقاتش را متوقف کند.» این ادعا بعداً در رسانه‌های محافظه کار تکرار شد از جمله برنامه‌های پر طرفداری مانند اینفووارز و راش لیمبا.
- پسوبیک تئوری توطئه رد شده‌ای را تبلیغ کرد که ادعا داشت فردی به اسم ست ریچ (Seth Rich) ایمیل‌های کمیته ملی دمکراتها را به ویکیلیکس فرستاده است.
- در نوامبر ۲۰۱۷ پسوبیک افرادی که او را در توییتر فالو می‌کردند ترغیب کرد که یک زن را در محل کارش هدف بگیرند. این زن گفته بود که کاندیدای سناتوری آمریکا در شهر آلاباما، روی مور، زمانی که او دختری ۱۴ ساله بود تلاش کرد با او رابطه جنسی داشته باشد.[۲۱]

#### پیوندها به افراط گرایان راست تندرو
فعالیت‌های رسانه ای و سیاسی پسوبیک با جنبش‌های نئونازی و برترپندار نژاد سفید در پیوند است. او مطالب متعددی حاوی رمز برترپندارانه "۱۴۸۸", یا چهارده کلمه در رسانه‌های اجتماعی منتشر کرده، و از استفاده از این شعار حمایت می‌کند. ۸۸ مخفف HH, یا هایل آدولف هیتلر است. در اکتبر ۲۰۱۶, پسوبیک توییتی کرد که حاوی پرانتز سه تایی، از نمادهای یهودستیزانه بود. در پاسخ به یک گزارش اتحادیه ضد افترا دربارهٔ آلت-رایت (راست جایگزین) در سال ۲۰۱۷ که پسوبیک را نیز گنجانده بود، او سلفی ای از دیدار خود از موزه ایالتی آشویتس-برکناو در لهستان توییت کرد: «@اتحادیه ضد افترا عاقل است اگر به یاد بیاورد دفعه قبلی که مردمی فهرستی از نامطلوب‌ها درست کنند چه پیش آمد».
در آوریل ۲۰۱۷، پسوبیک در توییتر رخدادی را ترویج کرد که اوبوس ناردوو-رادیکالنی، یک جنبش لهستانی نئوفاشیستی که خانه‌های یهودیان را در دهه ۱۹۳۰ بمبگذاری کرد در آن حضور داشت. پسوبیک بعدها توییت او که مروج این رخداد بود را حذف کرد.
در اوت ۲۰۱۷, در پی گردهمایی ۲۰۱۷ اتحاد راست‌گرایان در شارلوتزویل، ویرجینیا، که منجر به ضدوخوردهای خشونت بار بین ملی‌گرایان سفیدپوست و معترضان به آنها شد، پسوبیک گفت که این راهپیمایی تبدیل به «پروپاگاندای عظیمی» برای چپ شده و رسانه‌های جریان اصلی «دارد شعله‌های این خشونت را مشتعل تر می‌کند.» او گفت که ترامپ می‌باید جان سیاه‌پوستان مهم است را رد کند. پسوبیک بعدها توییت کرد که او به‌طور پیوسته ملی‌گرایی سفیدپوستی و خشونت را رد کرده است. پسوبیک بعدها توییت کرد که «ترولینگ او تمام شده» و اکنون وقت «انجام دادن چیزی است که درست است.» پسوبیک به کرات دربارهٔ تئوری توطئه نسل‌کشی سفیدپوستان که از سوی برترپنداران نژاد سفید مطرح می‌شود توییت کرده است.
در ژوئن ۲۰۲۲ مرکز حقوقی فقر جنوبی پسوبیک را به عنوان یک افراط گرا فهرست کرد، و پیوندها او به گروه‌های نفرت همچون پراد بویز و سوگندداران، و نیز پیوندهایش با ملی گرایان سفیدپوست، نئونازی‌ها، افراط گرایان ضد حکومت، و راست تندروی لهستانی را ذکر کرد.